# Эдриан, Эдгар Дуглас
Э́дгар Ду́глас Э́дриан (англ. Edgar Douglas Adrian; 30 ноября 1889, Лондон — 4 августа 1977, Кембридж), первый барон Эдриан (англ. 1st Baron Adrian) — британский электрофизиолог, исследователь нервной системы, лауреат Нобелевской премии по физиологии и медицине в 1932 году (совместно с Чарлзом Шеррингтоном) «за открытия, касающиеся функций нейронов».
Член (1923) и президент (1950—1955) Лондонского королевского общества. Основные труды посвящены электрофизиологии органов чувств и нервных клеток. Известен как блестящий экспериментатор, положивший начало применению электроники в физиологических исследованиях. Впервые провёл эксперименты на одиночных нервных волокнах и нервных окончаниях. С 1934 года занимался электрофизиологическим исследованием мозга и изучением нарушения его функций. Зарегистрировал электрическую активность отдельных нервных клеток.

## Биография
Эдгар Дуглас Адриан родился 30 ноября 1889 года в Лондоне в семье юрисконсульта правительственной комиссии Альфреда Дугласа Адриана и Флоры Лавинии Эдриан (урождённой Бартон).
Окончив Вестминстерскую школу, в 1908 году Адриан поступил в Тринити-колледж Кембриджского университета, где изучал физиологию и другие естественные науки и в 1911 году получил степень бакалавра, сдав публичный экзамен с отличными оценками по пяти раздельным предметам. В 1913 году Адриан получил должность научного сотрудника колледжа в связи с его исследованиями нервных волокон.
Затем он изучал медицину в лондонском Госпитале Св. Варфоломея, где лечил солдат, получивших поражения нервов и контузии в ходе Первой мировой войны, и в 1915 году получил степень по медицине.
В 1919 году он возвратился в Кембридж и начал читать лекции по нервной системе. В 1923 году он был принят в Королевское медицинское общество.
В том же году Адриан женился на Эстер Пинсент, предком которой по отцу был шотландский философ Дэвид Юм. В семье родилось трое детей — сын и две дочери.
В 1925 году Эдгар Адриан начал исследования человеческих органов чувств электрическими методами и в 1928 году сделал открытие, подтверждавшее наличие электричества в нервных клетках.
В 1929 году он был удостоен премии Королевского общества (англ. Foulerton Research Professorship), присуждаемой за открытия причин болезней и облегчение человеческих страданий.
В 1937 году Адриан сменил Джозефа Баркрофта на посту профессора физиологии Кембриджского университета, который занимал до 1951 года.
С 1951 по 1965 год Эдгар Адриан возглавлял Тринити-колледж.